# Chabuata nephroleuca
Chabuata nephroleuca är en fjärilsart som beskrevs av Jones 1912. Chabuata nephroleuca ingår i släktet Chabuata och familjen nattflyn. Inga underarter finns listade i Catalogue of Life.